# St. Martin's Press
St. Martin's Press è una casa editrice di opere letterarie, fondata a Manhattan, New York. Considerata una delle più grandi case editrici statunitensi, porta al pubblico circa 700 titoli all'anno con otto ristampe.
Tra le sue filiali ci sono St. Martin's Press (libri mainstream e/o bestseller), St. Martin's Griffin (libri paperback mainstream, tra cui fantascienza e romanticismo), Minotaur (thriller, suspense), Picador (libri speciali), Thomas Dunne Books (suspense e mainstream) e All Points Books (politica).
L'attuale caporedattore è George Witte.